# Abitibi-Ouest
Abitibi-Ouest – regionalna gmina hrabstwa (MRC) w regionie administracyjnym Abitibi-Témiscamingue prowincji Quebec, w Kanadzie. Stolicą jest miasto La Sarre. Składa się z 22 gmin: 3 miast, 16 gmin, 2 parafii, 1 kantonu i 2 terytoriów niezorganizowanych.
Abitibi-Ouest ma 21 003 mieszkańców. Język francuski jest językiem ojczystym dla 98,9%, angielski dla 0,6% mieszkańców (2011).